# Steenpatrijs
De steenpatrijs of Europese steenpatrijs (Alectoris graeca) is een vogel uit de familie van de fazanten (Phasianidae) die vooral voorkomt in Zuidoost-Europa.

## Herkenning
De steenpatrijs is 34 centimeter groot en de soort is op afstand zeer gelijkend op de Aziatische steenpatrijs en de rode patrijs. Het meest opvallende kenmerk waarin deze verschilt van de verwante soorten is de grotere witte keelvlek met een duidelijke zwarte rand eromheen. Het mannetje is veel uitgesprokener van kleur en ook groter dan het vrouwtje met bleek blauwgrijze borst en bovenkant, witachtige flanken doorstreept met dunne verticale zwarte en roodbruine aftekeningen. Het vrouwtje heeft dezelfde aftekeningen en kleur, maar dan in een doffere versie. De jonge vogels lijken qua kleuring op het vrouwtje.

## Verspreiding en leefgebied
Steenpatrijzen komen voor in Italië, Griekenland en het voormalige Joegoslavië. Het leefgebied bestaat uit heuvel- en berggebieden waar de vogels zich vooral ophouden in biotopen met dwergheide, graslanden, lage bosschages en rotsige ondergronden.
Bij de steenpatrijs worden vier ondersoorten onderscheiden:
- A. g. saxatilis (Alpensteenpatrijs[3]): de Alpen van Frankrijk tot westelijk Kroatië.
- A. g. graeca: van Servië en Albanië tot Griekenland en Bulgarije.
- A. g. orlandoi: Italië.
- A. g. whitakeri (Siciliaanse steenpatrijs): Sicilië.

## Voedsel
Het voedsel is overwegend plantaardig. Er worden bladeren, jonge loten, knoppen, zaden en vruchten gegeten. Het vrouwtje en kuiken eten in de broedtijd ook insecten als kevers, mieren en vliegen maar ook rupsen.

## Status
De grootte van de populatie is in 2021 geschat op 80.000 tot 154.000 volwassen vogels. De steenpatrijs gaat in aantal achteruit door een groot aantal factoren zoals aantasting en versnippering van het leefgebied door intensivering van de landbouw en de aanleg van infrastructuur, verstoring, jacht en stroperij en hybridisatie met in gevangenschap gekweekte, uitgezette rassen die ecologisch minder vitaal zijn. Daarom staat deze soort patrijs als gevoelig op de Rode Lijst van de IUCN.